# Torre micrometeorológica

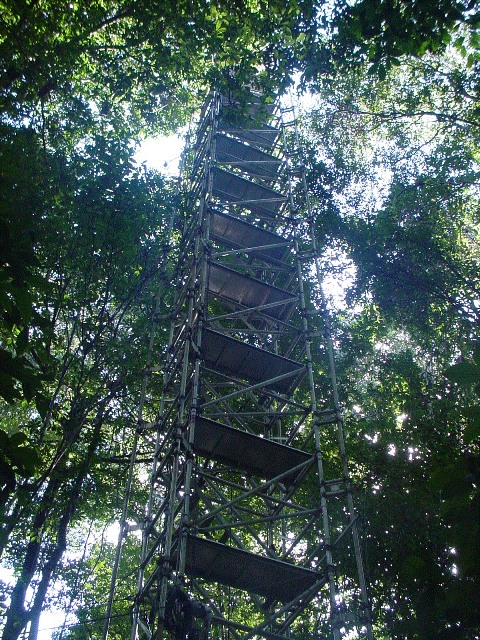
Torre montada na Floresta Nacional de Caxiuanã, Melgaço, Pará, Brasil.

Uma torre micrometeorológica tem como principal objetivo, fornecer estrutura para a montagem de equipamentos meteorológicos que coletarão dados para uma análise específica da área estudada.
As torres possuem um papel fundamental em diversos projetos de pesquisas. Atualmente, as torres micrometeorológicas estão montadas em diversos ecossistemas como: Floresta Amazônica, Floresta de Pinheiros, Campos de Cerrado, Caatinga e Manguezais.